# آن سو هیون
آن سو هیون (کره‌ای: 안서현؛ زادهٔ ۱۲ ژانویه ۲۰۰۴) بازیگر اهل کره جنوبی است.
از فیلم‌ها یا برنامه‌های تلویزیونی که وی در آن نقش داشته‌است می‌توان به اوکجا اشاره کرد.